# كاتسوهيرو هارادا
كاتسوهيرو هارادا ((باليابانية: 原田 勝弘، بالروماجي: Harada Katsuhiro)، مواليد 10 يوليو 1970) هو مصمم ومنتج ومخرج ياباني من بانداي نامكو جيمز، ومنتج سلسلة ألعاب تيكن.

## فيلموغرافيا
- تيكن - صوت يوشيميتسو، مارشال لاو، كونيميتسو، منتج المشروع
- تيكن 2 - صوت يوشيميتسو، مارشال لاو، منتج المشروع
- تيكن 3 - صوت يوشيميتسو، فورست لاو، مخرج المشروع
- تيكن تاغ تورنمنت - صوت يوشيميتسو، مارشال لاو، منشئ المشروع، المخرج، المشرف
- تيكن 4 - صوت مارشال لاو، مخرج اللعب
- تيكن 5 - صوت مارثال لاو، منتج المشروع، مخرج اللعبة
- تيكن 5: دارك ريزوركشن - صوت مارشال لاو، مخرج اللعبة: هيئة الآركيد الأصلية، مخرج المشروع، المشرف
- تيكن 6 - المنتج التنفيذي

## وصلات خارجية
- كاتسوهيرو هارادا على موقع IMDb (الإنجليزية)